# Eudarcia echinatum
Eudarcia echinatum is een vlinder uit de familie van de Meessiidae. Deze soort is voor het eerst wetenschappelijk beschreven als Obesoceras echinatum door Günther Petersen en Reinhard Gaedike in een publicatie uit 1985.
De soort komt voor in Cyprus.